# Ina Brandes

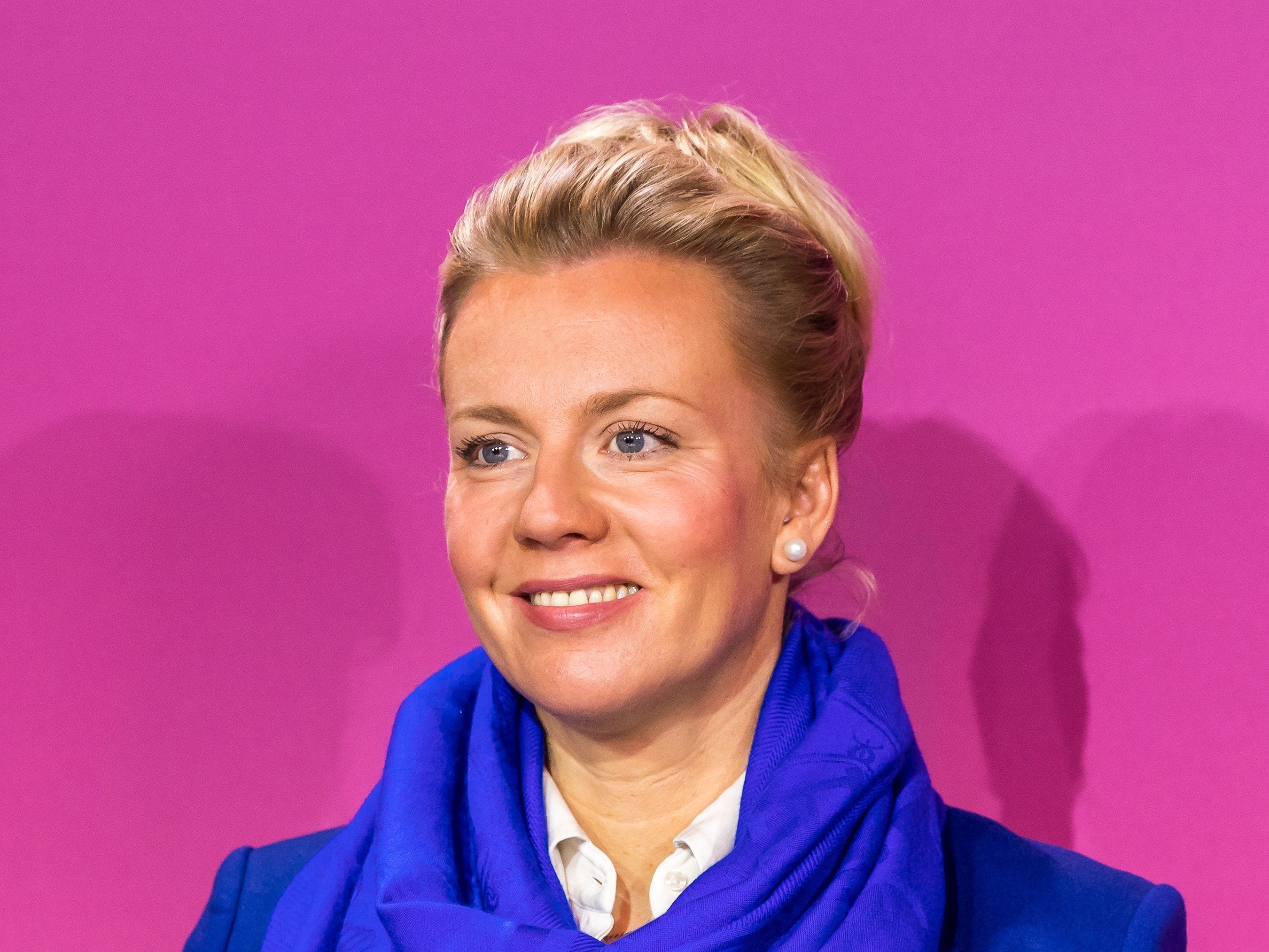
Ina Brandes (2021)

Ina Brandes (* 29. September 1977 in Dortmund) ist eine deutsche Politikerin (CDU). Im Kabinett Wüst II ist sie seit dem 29. Juni 2022 Ministerin für Kultur und Wissenschaft des Landes Nordrhein-Westfalen. Zuvor war sie vom 28. Oktober 2021 bis zum 29. Juni 2022 Ministerin für Verkehr des Landes Nordrhein-Westfalen im Kabinett Wüst I. Seit September 2024 ist sie zudem Mitglied des Landtags Nordrhein-Westfalen.

## Werdegang
Brandes ist eine Enkelin des niedersächsischen CDU-Politikers Bruno Brandes. Nach dem Studium der Politikwissenschaft, der Geschichte und der Englischen Philologie an der Georg-August-Universität Göttingen und der Universität La Sapienza mit dem Abschluss Magister artium betreute sie als Referentin in der CDU-Fraktion im Niedersächsischen Landtag die Enquête-Kommission „Demografischer Wandel“. Ab 2006 arbeitete sie für den schwedischen Planungskonzern Sweco, der in Deutschland unter anderem Verkehrsprojekte realisiert. Von 2011 bis 2020 war sie als Sprecherin der Geschäftsführung von Sweco Central Europe tätig und dabei zuständig für die Geschäftstätigkeiten in Deutschland, Polen, Litauen und Tschechien sowie zeitweise für die Türkei und China. Später arbeitete sie als Unternehmensberaterin und Aufsichtsrätin und studierte in einem Fernstudium Schriftstellerei. Dieses konnte sie nach eigenen Angaben nicht zu Ende bringen, weil sie Verkehrsministerin in Nordrhein-Westfalen wurde.
Brandes ist verwitwet, sie wohnt in Düsseldorf.
Von 2006 bis 2011 war Brandes für die CDU Mitglied des Kreistages des Landkreises Holzminden.
Am 28. Oktober 2021 wurde Brandes durch den neuen NRW-Ministerpräsidenten Hendrik Wüst (CDU) im Düsseldorfer Ständehaus zur Verkehrsministerin in dessen Kabinett ernannt. Sie folgte Wüst selbst nach, der das Amt zuvor im Kabinett Laschet innehatte.
Brandes kandidierte bei der Landtagswahl 2022 für die CDU in ihrer Geburtsstadt Dortmund (Landtagswahlkreis Dortmund III) für ein Landtagsmandat, verfehlte jedoch zunächst den Einzug in den Landtag. Am 3. September 2024 rückte sie für Lutz Lienenkämper in den Landtag nach.
Im Zuge der Bildung des Kabinetts Wüst II am 29. Juni 2022 wurde sie zur Ministerin für Kultur und Wissenschaft des Landes Nordrhein-Westfalen ernannt.

## Politische Positionen

### Wissenschaft
Als Schwerpunkte ihrer Arbeit im Bereich Wissenschaft benennt sie den Fachkräftemangel, die Beschleunigung und Steigerung der Kosteneffizienz beim Hochschulbau sowie die Forschungspolitik. Beim Thema Fachkräftemangel sieht sie Hochschulen und Wissenschaftsministerium bei der Frage, wie die Studierendenzahlen in den MINT-Fächern, im Lehramt und den Gesundheitsberufen hochhalten können. Fragen, wie die Studierfähigkeit der Erstsemester – etwa über nullte Semester oder Orientierungs-Studiengänge – erhöht werden könnten, wie Abbrecherquoten gesenkt und Absolventenzahlen erhöht werden könnten, seien wichtig. Um mehr Schülerinnen und Schüler an MINT-Fächer heranzuführen, möchte sie das Programm „Zukunft durch Innovation“ stärken. Beim Hochschulbau gebe es Einsparpotential, wenn Bauprojekte künftig schneller realisiert würden. Hierzu müssten Prozesse geändert werden. Ihr Ziel sei es, mit den Hochschulen einen Rahmen zu vereinbaren, in dem sich diese frei bewegen könnten. Hochschulen könnten von mehr Autonomie auch im Bereich Bau profitieren. Beim Thema Forschung würdigt sie den Beitrag der anwendungsnahen Forschung für die Transformation der Wirtschaft. Schwerpunkte der Forschung sieht sie in Nordrhein-Westfalen bei der Künstlichen Intelligenz, bei der Krebs- und Demenzforschung, beim Quantencomputing, an Cybersicherheit und an Wasserstoff-Forschung. Dabei betont Brandes, dass die Forschung zu  Künstlicher Intelligenz auch einen Beitrag zur ethischen Weiterentwicklung dieser Technologie leisten könne.
Sie kritisiert die Zusammenarbeit von Bund und Ländern etwa bei der Reform des Wissenschaftszeitvertragsgesetzes. Der Bund schaffe an vielen Stellen Unsicherheiten. Deshalb plädiert sie dafür, dass Bund und Länder in der Bildungspolitik gemeinsam am gegenseitigen Vertrauensverhältnis arbeiten müssten.
Die Universitätskliniken sieht sie als medizinische Maximalversorger als „Rückgrat der medizinischen Versorgung“. Das gelte sowohl für die medizinische Versorgung schwer kranker Menschen als auch für Ausbildung von jungen Leuten zu Spitzenmedizinerinnen und -medizinern.
In den Hochschulen für angewandte Wissenschaften sieht Brandes einen wichtigen Pfeiler der Wissenschaftslandschaft. Deshalb verlieh sie dem neu geschaffenen Promotionskolleg der Hochschulen für angewandte Wissenschaften das eigenständige Promotionsrecht. Damit können die Hochschulen für angewandte Wissenschaften eigenständige Promotionsverfahren durchführen.
In der Diskussion um Machtmissbrauch an Hochschulen will Brandes das gesamte deutsche Wissenschaftssystem in der Hinsicht verändern, dass künftig derjenige, der eine Promotionsschrift betreut und derjenige der sie begutachtet, immer zwei verschiedene Personen sein müssten. Es müsse einen fairen, offenen und transparenten Prozess geben.
Im Streit um die Kölner Hochschule für Katholische Theologie (KHKT) hat Brandes den Kölner Erzbischof Rainer Maria Kardinal Woelki auf die Einhaltung des Preußenkonkordats hingewiesen und dazu aufgefordert, dass an der KHKT neu eingeschriebene Priesteramtskandidaten an die Universität Bonn wechseln sollten.

### Kultur
Brandes versteht Kultur „sowohl als eine Grundlage, als auch eine Konsequenz zivilisierten Zusammenlebens.“
Zu Beginn ihrer Amtszeit als Kulturministerin wurde thematisiert, ob es zu einer Kulturministerin passen würde, dass sie auch gerne ins Fußballstadion gehe. Sie antwortete, dass sie Freude an der gesamten Palette, von Stadion, bis zur Atmosphäre in der Oper, im Theater oder im Museum habe. Sie habe seit ihrem Amtsantritt ganz viele spannende Kulturveranstaltungen besucht und sei begeistert von der Breite und Vielfalt der Kulturlandschaft in Nordrhein-Westfalen. Die Kulturlandschaft unterscheide sich von der in anderen Bundesländern. Die Kultur in Nordrhein-Westfalen sei stärker regional diversifiziert und darauf ausgerichtet in der Breite zu wirken.
Angesichts der Herausforderungen durch Corona und Energiekrise plädierte sie dafür, Kultur systematisch zu unterstützen und Strukturen zu schaffen, damit Künstlerinnen und Künstler ihrer eigentlichen Aufgabe – sich mit Kunst zu beschäftigen – nachgehen könnten. Sie wünsche sich, dass auch in den Gremien mehr über Kunst gesprochen werde, als über Geld. Sich selbst und ihr Ministerium, sieht Brandes als Möglichmacher, die Kultureinrichtungen unterstützen und Innovationen anstoßen. Für Aufgaben, die kunstfern sind, wolle sie künftig eine Beratungsstruktur schaffen, bei der Kulturschaffende praktischen Rat und technische Unterstützung z. B. bei Themen wie Diversität, Führung, Inklusion, Barrierefreiheit und Nachhaltigkeit finden könnten.
Sie sieht die Aufgabe von Kultur auch darin, die Gesellschaft zusammenzuhalten. Menschen mit unterschiedlichem Hintergrund müssten sich von kulturellen Angeboten angesprochen fühlen. Deshalb will sie einen Schwerpunkt beim Thema Audience Development legen. Die Kultureinrichtungen sollten von sich aus auf zivilgesellschaftliche Gruppen, Verbände und Vereine zugehen und bei der Gestaltung ihrer Programme die Wünsche und Erwartungen der Menschen kennen und mitberücksichtigen.

## Kontroversen um mögliche Interessenkonflikte
Die Firma Sweco, bei der Brandes als Sprecherin der Geschäftsführung arbeitete, erhielt laut Medienberichten in der Vergangenheit wiederholt Aufträge der Gemeindeverwaltung Lilienthal. Diese Geschäftsbeziehung wurde im niedersächsischen Kommunalwahlkampf 2016 kritisch thematisiert, da der Mann Brandes’, Kristian Tangermann, als Bürgermeister kandidierte. Brandes’ Ehemann Tangermann stellte fest, dass das berufliche Engagement seiner Frau ihn nicht in seiner künftigen Amtsführung beeinflussen würde. Vielmehr sah er seine Aufgabe als möglicher Bürgermeister darin, dass sich die Gemeindeverwaltung insgesamt an Recht und Gesetz halte. Bereits unter einem anderen Bürgermeister war die von Brandes geführte Firma Sweco unter der früheren Bezeichnung Grontmij von der Gemeinde Lilienthal wiederholt für die Erstellung von Gutachten und Planunterlagen beauftragt worden. Tangermann setzte sich in der Stichwahl als Bürgermeister durch. Sweco war später auch während der Amtszeit Tangermanns unter anderem als Planungsdienstleister für die Gemeinde Lilienthal tätig.
Brandes und ihr verstorbener Ehemann Tangermann kennen den NRW-Ministerpräsidenten Hendrik Wüst nach dessen Angaben „seit vielen Jahren“ persönlich. Unter Wüst als Verkehrsminister war das von Brandes geführte Unternehmen Sweco „an vielen Stellen in NRW und auch für das Land selber tätig“, so Wüst. Dass sich sowohl aus der persönlichen Bekanntschaft als auch aus Brandes’ vorheriger Tätigkeit als Baumanagerin Interessenkonflikte im Amt ergeben könnten, wies Wüst bei der Ernennung seiner Bekannten zur Ministerin zurück. Im Vordergrund stehe ihre Fachexpertise, die sie sich als Planungsmanagerin eines international agierenden Planungskonzerns erworben habe.